# Tekućica
Tekućica (en serbe cyrillique : Текућица) est un village de Bosnie-Herzégovine. Il est situé sur le territoire de la ville de Doboj et dans la république serbe de Bosnie. Selon les premiers résultats du recensement bosnien de 2013, il compte 656 habitants.

## Géographie
Le village est situé sur la rive gauche de la Spreča, un affluent droit de la Bosna.

## Démographie

### Évolution historique de la population dans la localité
| 1948 | 1953 | 1961 | 1971 | 1981 | 1991 | 2013 |
| ---- | ---- | ---- | ---- | ---- | ---- | ---- |
| -    | -    | 793  | 861  | 832  | 736  | 656  |

|  |